# Narcisse (nom)
Pour les articles homonymes, voir Narcisse.

Venant du latin Narcissus, lui-même emprunté au grec ancien Narkissos (Νάρκισσος) qui désigne la fleur narcisse, Narcisse est un nom propre utilisé comme prénom essentiellement masculin, parfois féminin, ou comme patronyme.
Il est principalement fêté le 29 octobre, mais également les 18 mars, 19 mars, 7 août, 15 octobre et 8 décembre.

## Prénom
- Pour les articles sur les personnes portant ce prénom, consulter la liste générée automatiquement pour Narcisse.

## Patronyme
Narcisse  peut être aussi un patronyme :
- Daniel Narcisse est un joueur de handball français né à Saint-Denis de La Réunion.
- Clairvius Narcisse est un haïtien dont la notoriété provient du récit qu'il a fait selon lequel il aurait été transformé en zombie puis libéré par ses ravisseurs.